# Аргичи
Аргичи (арм. Արգիճի), также Айриджа — река в Гехаркуникской области Армении, впадает в озеро Севан.
Протяжённость реки составляет около 51 км. Имеет каменистое дно. Воды используются для орошения. На реке строятся мини ГЭС. Река Аргичи является средой обитания и нереста таких видов рыб, занесенных в Красную книгу РА, как ишхан, хромуля, усач.
Аргичи — самая крупная из рек, питающих озеро Севан.
Притоки: Гайладзор.